# Francis Cavalier-Bénézet
Francis Cavalier-Bénézet (* 22. Januar 1922 in Valleraugue (Gard); † 7. September 2014 ebenda) war ein französischer Politiker und von 1992 bis 1998 Mitglied des Senats.
Cavalier-Bénézet war von Beruf Landwirt. Von 1953 bis 2001 war er Bürgermeister der Gemeinde Valleraugue und saß von 1959 bis 2008 im Generalrat des Départements Gard. Von 1972 bis 1992 war er außerdem Mitglied des Conseil régional der Region Languedoc-Roussillon. 1992 ersetzte er den zurückgetretenen Gilbert Baumet als Senator und gehörte im Senat der Fraktion der Parti socialiste an. Bei den Wahlen 1998 trat er nicht zur Wiederwahl an. 2001 wurde er zum Ritter der Ehrenlegion ernannt.